# Trigaches
Trigaches ist ein Ort und eine ehemalige Gemeinde (freguesia) in Portugal und gehört zum Landkreis von Beja. Die Gemeinde hatte eine Fläche von 16,6 km² und 448 Einwohner (Stand 30. Juni 2011).
Am 29. September 2013 wurden die Gemeinden Trigaches und São Brissos zur neuen Gemeinde União das Freguesias de Trigaches e São Brissos zusammengeschlossen. Trigaches ist Sitz dieser neu gebildeten Gemeinde.